# Bonifacio Sotos Ochando
Bonifacio Sotos Ochando (Casas-Ibáñez, 5 de junio de 1785-Munera, 9 de noviembre de 1869) fue un gramático y lingüista español, creador de una lengua universal artificial.

## Biografía
Natural de la provincia de Albacete, entró en el Seminario de San Fulgencio de Murcia; doctor en Teología, profesor sustituto de Humanidades en dicha institución, rector y catedrático de Escritura; secretario de la Sociedad Económica de Murcia, escribió para la misma una memoria sobre la mendicidad que fue premiada; vocal de la Junta Suprema de Murcia en 1820 y diputado a Cortes por Murcia durante el Trienio Constitucional, tuvo que emigrar a Francia tras la caída del sistema liberal y allí escribió varias gramáticas del español y del francés, lo que le valió ser nombrado catedrático de español en el Real Colegio de Nantes y su libro para la enseñanza del español fue adoptado como libro de texto oficial; incluso el rey Luis Felipe de Orleáns lo nombró profesor de español de sus hijos en 1833. En 1840 regresó a España y el arzobispo de Toledo le nombró examinador sinodal; el gobierno le ofreció una mitra que rehusó; intercedió solamente para que se creara un instituto de enseñanza en Albacete. Fue nombrado vocal de instrucción pública en 1843 y catedrático de Teología dogmática en la Universidad Central en 1845. El 7 de agosto de 1851, la comisión dirigida por el duque de Veragua le nombró director del Colegio Politécnico con 24 000 reales de renta, pero como para ese cargo necesitaba títulos que no poseía, se le dio una dispensa especial. 
Se interesó en la creación de una lengua y alfabeto universal y publicó un primer esbozo en 1852: Proyecto y ensayo de una lengua universal, y filosófica, Madrid, 1852; animado por las más altas instancias, que incluso le concedieron una subvención de 40 000 reales en 1855, decidió presentarlo en la Sociedad Lingüística de París, que la calificó como la mejor de las lenguas universales que se le habían presentado, por estar fundada en la lógica. Creó entonces una Sociedad de la Lengua Universal que contó pronto con 40 socios y con numerosos adeptos del Ateneo, entre ellos el famoso doctor y filósofo Pedro Mata (autor de un Curso de lengua universal, Madrid 1862) y Pascasio Lorrio; contaba asimismo con un Boletín dirigido por Lope Gisbert; merced a estos esfuerzos la lengua siguió perfeccionándose; Sotos publicó un Diccionario, una Gramática y una Cartilla de la misma. Acometido por una hemiplejía en Madrid el ocho de agosto de 1861, murió años más tarde en Munera, el 9 de noviembre de 1869, no sin haber pedido, a pesar de sus tremendas dificultades físicas, jurar la constitución, lo que hizo en Munera el 30 de junio de 1869, poco antes de morir.

## Obras
- Cours complet de langue espagnole, Paris, 1824.
- Méthode pratique pour apprendre l'espagnol, Paris, 1830.
- Cours de thèmes et dialogues espagnols, Paris, 1834.
- Nouvelle grammaire espagnole à l'usage des Français, Paris, 1830,  con su Abregé, París, 1839.
- Méthode pour faciliter l'étude des langues vivantes, Paris, s. a.
- Traducción del francés sin maestro o El incrédulo conducido a la fe por la razón, Paris, 1835.
- Proyecto y ensayo de una lengua universal y filosófica, Madrid: 1851, 2nd edn. 1852 (112 p.)
- Projet d'une langue universel, Paris: Lecoffre, 1855 (270+ p.)
- Projet d'un alphabet universel, Paris, 1855.
- Gramática de la lengua francesa para uso de los españoles, Lagny-Madrid, 1858.
- Curso de temas franceses para uso de los españoles, Lagny-Madrid, 1858.
- Diccionario de lengua universal, Madrid 1862 (49 + 166 p.)
- Nomenclatura del reino vegetal, acomodada al proyecto de lengua universal, Madrid 1862 (16 p.)
- Nuevo sistema de notación musical aplicado al castellano según el de la lengua universal, Madrid, 1864.

## Fuente
- VV., AA., Diccionario Biográfico del Trienio Liberal, Madrid: El Museo Universal, 1992.
- Andrés Baquero Almansa, Hijos ilustres de Albacete. Albacete, 1884.
- Codorniu, Ricardo. D. Bonifacio Sotos Ochando, el Doctor Zamenhof y los idiomas de su invención: datos bibliográficos relativos al proyecto de lengua universal de D. Bonifacio Sotos Ochando. na, 1914.
- Rafael Mateos y Sotos "Bonifacio Sotos Ochando: (ensayo biográfico)", en Al-Basit: Revista de estudios albacetenses, ISSN 0212-8632, N.º. 19, 1986 , pags. 135-148.